# 蒙提祖馬縣 (科羅拉多州)
蒙特苏马縣（英語：Montezuma County）是美国科羅拉多州西南角的一個縣，順時針與新墨西哥州、亞利桑那州、犹他州相連。面積5,284平方公里。根據2020年美國人口普查，共有人口25,849人。縣治科爾特斯（Cortez）。該縣成立於1893年4月16日，縣名來自阿茲特克人最著名的統治者蒙提祖馬二世。